# Yerson Mosquera
Yerson Mosquera Valdelamar (sinh ngày 2 tháng 5 năm 2001) là một cầu thủ bóng đá chuyên nghiệp người Colombia hiện đang chơi ở vị trí trung vệ cho câu lạc bộ Wolverhampton Wanderers.
Mosquera trưởng thành ở Atlético Nacional, nơi mà anh có trận debut chuyên nghiệp đối đầu với River Plate ở Copa Sudamericana tháng 10 năm 2020.

## Cách chơi bóng
Mosquera được xem là một hậu vệ khoẻ, giàu tốc độ, và cũng là một trung vệ “hoàn thiện”
với khả năng không chiến tốt, những điều cho phép Mosquera giành chiến thắng phần lớn những pha tranh chấp tay đôi. Anh có mặt trong hầu hết những tình huống phòng ngự của đội nhà, và được so sánh với Rúben Dias về khả năng khi có bóng và Wesley Fofana khi không có bóng, với khả năng chuyền dài cùng những tố chất về thể hình như người đồng hương Yerry Mina và tốc độ giống với Davinson Sánchez.